# Jaime Báez
Jaime Báez Stábile (Montevideo, Uruguay, 25 de abril de 1995), conocido simplemente como Jaime Báez, es un futbolista uruguayo que juega como delantero y actualmente se encuentra sin equipo tras rescindir contrato con el Club Atlético Peñarol
Su padre, Enrique Báez, defendió la selección de Uruguay a finales de los años 80 y ganó la Copa América de 1987.

## Trayectoria
Debutó en primera, en el equipo de Juventud de Las Piedras, el 25 de agosto de 2012, con 17 años y enfrentó a River Plate. A pesar de ser su primer partido jugó de titular pero perdieron 1 a 0.
El 10 de noviembre de 2012 convirtió su primer gol, jugando contra Liverpool, también anotó su segundo gol en el mismo partido, que terminó 2 a 1 a favor.
Al partido siguiente, anotó frente a Nacional en el Gran Parque Central para abrir el marcador, pero perdieron 3 a 1.
La temporada 2013/14 comenzó con 2 derrotas y en el tercer partido, convirtió su único gol del Apertura, ante Defensor Sporting para que ganen 3 a 1. En el torneo Clausura tuvo una destacada actuación aportando 7 goles, uno de ellos para lograr la victoria ante Nacional por 1 a 0. Terminó como goleador del equipo.

## Selección nacional
Fue parte del proceso de selecciones nacionales integrando la selección de Uruguay sub-20, participando en amistosos de preparación para el Campeonato Sudamericano Sub-20 de 2015. Jugó sus primeros partidos en esta categoría frente a Chile y Paraguay, luego fue parte del plantel que viajó a Perú para jugar 2 amistosos frente a los incas de esa categoría, el primer partido lo perdieron 1 a 0 pero el segundo terminó empatado 1 a 1 gracias a un gol suyo, el primero que convirtió con la selección.
El 3 de enero de 2015 fue seleccionado para defender a Uruguay en el Campeonato Sudamericano Sub-20. Jugó 9 partidos, terminaron en tercer lugar y clasificaron al Mundial Sub-20.
El 14 de mayo fue seleccionado para defender a Uruguay en la Copa Mundial Sub-20 de Nueva Zelanda.

### Participaciones en categorías inferiores
| Competición                            | Sede          | Resultado        | Partidos | Goles |
| -------------------------------------- | ------------- | ---------------- | -------- | ----- |
| Campeonato Sudamericano Sub-20 de 2015 | Uruguay       | Tercer puesto    | 9        | 0     |
| Copa Mundial Sub-20 de 2015            | Nueva Zelanda | Octavos de final | 3        | 0     |

| Detalle de partidos con la sub-20 | Detalle de partidos con la sub-20 | Detalle de partidos con la sub-20 | Detalle de partidos con la sub-20 | Detalle de partidos con la sub-20  | Detalle de partidos con la sub-20       | Detalle de partidos con la sub-20 | Detalle de partidos con la sub-20       | Detalle de partidos con la sub-20                            | Detalle de partidos con la sub-20 |
| N.º                               | Rival                             | Resultado                         | Fecha                             | Lugar                              | Competencia                             | Goles                             | Asistencias                             | Ref.                                                         |                                   |
| --------------------------------- | --------------------------------- | --------------------------------- | --------------------------------- | ---------------------------------- | --------------------------------------- | --------------------------------- | --------------------------------------- | ------------------------------------------------------------ | --------------------------------- |
| 1                                 | Chile                             | 3:0 (1:0)                         | 15 de abril de 2014               | Maldonado · Uruguay                | Amistoso                                | -                                 | -                                       | 1                                                            |                                   |
| 2                                 | Paraguay                          | 1:0 (1:0)                         | 20 de mayo de 2014                | Montevideo · Uruguay               | Amistoso                                | -                                 | -                                       | 2                                                            |                                   |
| 3                                 | Perú                              | 1:0 (1:0)                         | 4 de agosto de 2014               | Lima · Perú                        | Amistoso                                | -                                 | -                                       | 3                                                            |                                   |
| 4                                 | Perú                              | 1:1 (1:1)                         | 6 de agosto de 2014               | Lima · Perú                        | Amistoso                                | 40'                               | -                                       | 4                                                            |                                   |
| 5                                 | Perú                              | 1:0 (0:0)                         | 24 de septiembre de 2014          | Montevideo · Uruguay               | Amistoso                                | -                                 | -                                       | 5                                                            |                                   |
| 6                                 | Federación Gaúcha                 | 1:2 (1:1)                         | 13 de noviembre de 2014           | Montevideo · Uruguay               | Amistoso                                | -                                 | -                                       | 6                                                            |                                   |
| 7                                 | Perú                              | 1:3 (0:2)                         | 24 de noviembre de 2014           | Asunción Paraguay                  | Amistoso Cuadrangular internacional     | -                                 | -                                       | 7                                                            |                                   |
| 8                                 | Paraguay                          | 1:0 (0:0)                         | 26 de noviembre de 2014           | Asunción Paraguay                  | Amistoso Cuadrangular internacional     | 61'                               | -                                       | 8                                                            |                                   |
| 9                                 | Panamá                            | 2:0 (2:0)                         | 28 de noviembre de 2014           | Asunción Paraguay                  | Amistoso Cuadrangular internacional     | -                                 | -                                       | 9                                                            |                                   |
| 10                                | Panamá                            | 3:3 (0:2) (5:3 pen.)              | 30 de noviembre de 2014           | Asunción Paraguay                  | Amistoso Cuadrangular internacional     | -                                 | -                                       | 10                                                           |                                   |
| 11                                | Colombia                          | 1:0 (0:0)                         | 15 de enero de 2015               | Maldonado · Uruguay                | Campeonato Sudamericano Fase de grupos  | -                                 | -                                       | 11                                                           |                                   |
| 12                                | Brasil                            | 2:0 (1:0)                         | 17 de enero de 2015               | Maldonado · Uruguay                | Campeonato Sudamericano Fase de grupos  | -                                 | -                                       | 12                                                           |                                   |
| 13                                | Chile                             | 6:1 (3:0)                         | 19 de enero de 2015               | Maldonado · Uruguay                | Campeonato Sudamericano Fase de grupos  | -                                 | 81' a Rodrigo Amaral 88' a Gastón Faber | 13                                                           |                                   |
| 14                                | Venezuela                         | 0:1 (0:1)                         | 23 de enero de 2015               | Maldonado · Uruguay                | Campeonato Sudamericano Fase de grupos  | -                                 | -                                       | 14                                                           |                                   |
| 15                                | Brasil                            | 0:0 (0:0)                         | 26 de enero de 2015               | Montevideo · Uruguay               | Campeonato Sudamericano Hexagonal final | -                                 | -                                       | 15                                                           |                                   |
| 16                                | Perú                              | 3:1 (1:0)                         | 29 de enero de 2015               | Montevideo · Uruguay               | Campeonato Sudamericano Hexagonal final | -                                 | -                                       | 16                                                           |                                   |
| 17                                | Paraguay                          | 2:0 (2:0)                         | 2 de febrero de 2015              | Montevideo · Uruguay               | Campeonato Sudamericano Hexagonal final | -                                 | -                                       | 17                                                           |                                   |
| 18                                | Colombia                          | 0:0 (0:0)                         | 4 de febrero de 2015              | Montevideo · Uruguay               | Campeonato Sudamericano Hexagonal final | -                                 | -                                       | 18                                                           |                                   |
| 19                                | Argentina                         | 1:2 (1:1)                         | 7 de febrero de 2015              | Montevideo · Uruguay               | Campeonato Sudamericano Hexagonal final | -                                 | -                                       | 19                                                           |                                   |
| 20                                | Francia                           | 1:1 (1:0)                         | 26 de marzo de 2015               | Clairefontaine-en-Yvelines Francia | Amistoso                                | -                                 | -                                       | 20 Archivado el 23 de septiembre de 2015 en Wayback Machine. |                                   |
| 21                                | Uzbekistán                        | 0:1 (0:1)                         | 29 de marzo de 2015               | Coímbra Portugal                   | Amistoso                                | -                                 | -                                       | 21 Archivado el 30 de marzo de 2016 en Wayback Machine.      |                                   |
| 22                                | Honduras                          | 1:2 (0:1)                         | 11 de mayo de 2015                | Maldonado · Uruguay                | Amistoso                                | -                                 | -                                       | 22                                                           |                                   |
| 23                                | Honduras                          | 5:0 (3:0)                         | 13 de mayo de 2015                | Montevideo · Uruguay               | Amistoso                                | 20'                               | -                                       | 23                                                           |                                   |
| 24                                | Panamá                            | 0:1 (0:0)                         | 20 de mayo de 2015                | Hamilton Nueva Zelanda             | Amistoso                                | -                                 | -                                       | 24                                                           |                                   |
| 25                                | Ucrania                           | 2:1 (0:0)                         | 24 de mayo de 2015                | Auckland Nueva Zelanda             | Amistoso                                | -                                 | -                                       | 25                                                           |                                   |
| 26                                | Serbia                            | 1:0 (0:0)                         | 31 de mayo de 2015                | Dunedin Nueva Zelanda              | Copa Mundial Fase de grupos             | -                                 | -                                       | 26 Archivado el 31 de mayo de 2015 en Wayback Machine.       |                                   |
| 27                                | México                            | 1:2 (0:0)                         | 3 de junio de 2015                | Dunedin Nueva Zelanda              | Copa Mundial Fase de grupos             | -                                 | -                                       | 27 Archivado el 27 de octubre de 2018 en Wayback Machine.    |                                   |
| 28                                | Brasil                            | 0:0 (0:0) (4:5 pen.)              | 11 de junio de 2015               | Nueva Plymouth Nueva Zelanda       | Copa Mundial Octavos de final           | -                                 | -                                       | 28 Archivado el 27 de octubre de 2018 en Wayback Machine.    |                                   |

## Estadísticas

### Clubes
Actualizado al 14 de mayo de 2025.
| Club                                                                                     | Div.          | Temporada     | Liga  | Liga  | Copas nacionales | Copas nacionales | Torneos internacionales(1) | Torneos internacionales(1) | Total | Total |
| Club                                                                                     | Div.          | Temporada     | Part. | Goles | Part.            | Goles            | Part.                      | Goles                      | Part. | Goles |
| ---------------------------------------------------------------------------------------- | ------------- | ------------- | ----- | ----- | ---------------- | ---------------- | -------------------------- | -------------------------- | ----- | ----- |
| Juventud de Las Piedras · Uruguay                                                        | 1.ª           | 2012-13       | 26    | 3     | ―                | ―                | ―                          | ―                          | 26    | 3     |
| Juventud de Las Piedras · Uruguay                                                        | 1.ª           | 2013-14       | 27    | 8     | ―                | ―                | ―                          | ―                          | 27    | 8     |
| Juventud de Las Piedras · Uruguay                                                        | 1.ª           | 2014-15       | 14    | 5     | ―                | ―                | ―                          | ―                          | 14    | 5     |
| Defensor Sporting · Uruguay                                                              | 1.ª           | 2014-15       | 6     | 1     | ―                | ―                | ―                          | ―                          | 6     | 1     |
| Defensor Sporting · Uruguay                                                              | Total club    | Total club    | 6     | 1     | 0                | 0                | 0                          | 0                          | 6     | 1     |
| Juventud de Las Piedras · Uruguay                                                        | 1.ª           | 2015-16       | 1     | 0     | ―                | ―                | 2                          | 0                          | 3     | 0     |
| Juventud de Las Piedras · Uruguay                                                        | Total club    | Total club    | 68    | 16    | 0                | 0                | 2                          | 0                          | 70    | 16    |
| A. S. Livorno Calcio · Italia                                                            | 2.ª           | 2015-16       | 13    | 0     | 0                | 0                | ―                          | ―                          | 13    | 0     |
| A. S. Livorno Calcio · Italia                                                            | Total club    | Total club    | 13    | 0     | 0                | 0                | 0                          | 0                          | 13    | 0     |
| Spezia Calcio 1906 · Italia                                                              | 2.ª           | 2016-17       | 24    | 1     | 2                | 0                | ―                          | ―                          | 26    | 1     |
| Spezia Calcio 1906 · Italia                                                              | Total club    | Total club    | 24    | 1     | 2                | 0                | 0                          | 0                          | 26    | 1     |
| Delfino Pescara 1936 · Italia                                                            | 2.ª           | 2017-18       | 14    | 0     | 0                | 0                | ―                          | ―                          | 14    | 0     |
| Delfino Pescara 1936 · Italia                                                            | Total club    | Total club    | 14    | 0     | 0                | 0                | 0                          | 0                          | 14    | 0     |
| Cosenza Calcio · Italia                                                                  | 2.ª           | 2018-19       | 25    | 1     | 1                | 0                | ―                          | ―                          | 26    | 1     |
| Cosenza Calcio · Italia                                                                  | 2.ª           | 2019-20       | 36    | 6     | 1                | 0                | ―                          | ―                          | 37    | 6     |
| Cosenza Calcio · Italia                                                                  | 2.ª           | 2020-21       | 18    | 1     | 2                | 0                | ―                          | ―                          | 20    | 1     |
| Cosenza Calcio · Italia                                                                  | Total club    | Total club    | 79    | 8     | 4                | 0                | 0                          | 0                          | 83    | 8     |
| U. S. Cremonese · Italia                                                                 | 2.ª           | 2020-21       | 18    | 1     | ―                | ―                | ―                          | ―                          | 18    | 1     |
| U. S. Cremonese · Italia                                                                 | 2.ª           | 2021-22       | 34    | 4     | 1                | 0                | ―                          | ―                          | 35    | 4     |
| U. S. Cremonese · Italia                                                                 | 1.ª           | 2022-23       | 2     | 0     | 1                | 0                | ―                          | ―                          | 3     | 0     |
| U. S. Cremonese · Italia                                                                 | Total club    | Total club    | 54    | 5     | 2                | 0                | 0                          | 0                          | 56    | 5     |
| Frosinone Calcio · Italia                                                                | 2.ª           | 2022-23       | 17    | 1     | ―                | ―                | ―                          | ―                          | 17    | 1     |
| Frosinone Calcio · Italia                                                                | 1.ª           | 2023-24       | 11    | 1     | 1                | 0                | ―                          | ―                          | 12    | 1     |
| Frosinone Calcio · Italia                                                                | Total club    | Total club    | 28    | 2     | 1                | 0                | 0                          | 0                          | 29    | 2     |
| C. A. Peñarol · Uruguay                                                                  | 1.ª           | 2024          | 11    | 1     | ―                | ―                | 6                          | 3                          | 17    | 4     |
| C. A. Peñarol · Uruguay                                                                  | 1.ª           | 2025          | 11    | 2     | 1                | 0                | 5                          | 0                          | 17    | 2     |
| C. A. Peñarol · Uruguay                                                                  | Total club    | Total club    | 22    | 3     | 1                | 0                | 11                         | 3                          | 34    | 6     |
| Total carrera                                                                            | Total carrera | Total carrera | 308   | 36    | 10               | 0                | 13                         | 3                          | 331   | 39    |
| (1)Incluidos los datos de la Copa Sudamericana (2015) y Copa Libertadores (2024 y 2025). |               |               |       |       |                  |                  |                            |                            |       |       |

### Selecciones
Actualizado al 11 de junio de 2015.
Último partido citado: Brasil 0 - 0 Uruguay
| Sub-20 · Uruguay | 2013-14       | - | - | - | - | 2  | 0 | 2  | 0 |
| Sub-20 · Uruguay | 2014-15       | 9 | 0 | 3 | 0 | 14 | 3 | 26 | 3 |
| Sub-20 · Uruguay | Total sel.    | 9 | 0 | 3 | 0 | 15 | 3 | 28 | 3 |
| Total carrera | Total carrera | 9 | 0 | 3 | 0 | 15 | 3 | 28 | 3 |
| (1)Incluidos los datos del Campeonato Sudamericano Sub-20 (2015) (2)Incluidos los datos de la Copa Mundial Sub-20 (2015) |               |   |   |   |   |    |   |    |   |

## Palmarés

### Campeonatos nacionales
| Título              | Club             | País    | Año     |
| ------------------- | ---------------- | ------- | ------- |
| Serie B             | Frosinone Calcio | Italia  | 2022-23 |
| Torneo Clausura     | C. A. Peñarol    | Uruguay | 2024    |
| Campeonato Uruguayo | C. A. Peñarol    | Uruguay | 2024    |